# Museo delle bambole (Basilea)
Il Museo delle bambole (in tedesco: Spielzeugwelten Museum) di Basilea è il più grande museo nel suo genere in Europa.

## Caratteristiche
Al suo interno sono esposti oltre 6000 pezzi (orsacchiotti, bambole, negozi giocattolo, case di bambola e miniature), ricreando diverse situazioni. Inoltre, esso ospita regolarmente esposizioni speciali. In particolare la collezione di orsacchiotti è unica nel suo genere a livello mondiale per quantità e qualità dei pezzi esposti.